# العلاقات العراقية الدومينيكية
العلاقات العراقية الدومينيكية هي العلاقات الثنائية التي تجمع بين العراق ودومينيكا.

## مقارنة بين البلدين
هذه مقارنة عامة ومرجعية للدولتين:
| وجه المقارنة                                              | العراق                       | دومينيكا              |
| --------------------------------------------------------- | ---------------------------- | --------------------- |
| المساحة (كم2)                                             | 437.07 ألف                   | 751                   |
| عدد السكان (نسمة)                                         | 38.27 مليون                  | 73.92 ألف             |
| الكثافة السكانية (ن./كم²)                                 | 87.56                        | 9.84 ألف              |
| العاصمة                                                   | بغداد                        | روسو                  |
| اللغة الرسمية                                             | اللغة العربية، اللغة الكردية | لغة إنجليزية          |
| العملة                                                    | دينار عراقي                  | دولار شرق الكاريبي    |
| الناتج المحلي الإجمالي (بليون دولار)                      | 197.72 مليار                 | 562.54 مليون          |
| الناتج المحلي الإجمالي (تعادل القوة الشرائية) بليون دولار | 560.73 مليار                 | 789.63 مليون          |
| الناتج المحلي الإجمالي الاسمي للفرد دولار أمريكي          | 4.94 ألف                     | 7.12 ألف              |
| الناتج المحلي الإجمالي للفرد دولار أمريكي                 | 15.06 ألف                    | 10.88 ألف             |
| مؤشر التنمية البشرية                                      | 0.654                        | 0.724                 |
| رمز المكالمات الدولي                                      | +964                         | +1767                 |
| رمز الإنترنت                                              | .iq                          | .dm                   |
| المنطقة الزمنية                                           | ت ع م+03:00، ت ع م+04:00     | 00، توقيت أطلنطي موحد |

## منظمات دولية مشتركة
يشترك البلدان في عضوية مجموعة من المنظمات الدولية، منها:
| علم المنظمة | اسم المنظمة                        | تاريخ انضمام العراق | تاريخ انضمام دومينيكا |
| ----------- | ---------------------------------- | ------------------- | --------------------- |
|             | مؤسسة التنمية الدولية              | 29 ديسمبر 1960      | 29 سبتمبر 1980        |
|             | يونسكو                             | 21 أكتوبر 1948      | 9 يناير 1979          |
|             | وكالة ضمان الاستثمار متعدد الأطراف | 6 أكتوبر 2008       | 7 أكتوبر 1991         |
|             | الأمم المتحدة                      | 21 ديسمبر 1945      | 18 ديسمبر 1978        |
|             | الاتحاد البريدي العالمي            | ?                   | ?                     |
|             | البنك الدولي للإنشاء والتعمير      | 27 ديسمبر 1945      | 29 سبتمبر 1980        |
|             | الاتحاد الدولي للاتصالات           | 12 نوفمبر 1928      | 28 أكتوبر 1996        |
|             | منظمة حظر الأسلحة الكيميائية       | ?                   | ?                     |
|             | مؤسسة التمويل الدولية              | 27 ديسمبر 1956      | 29 سبتمبر 1980        |
|             | منظمة الشرطة الجنائية الدولية      | ?                   | ?                     |

## وصلات خارجية
- موقع وزارة الخارجية العراقية